# گئورگی مارکوف (کشتی‌گیر)

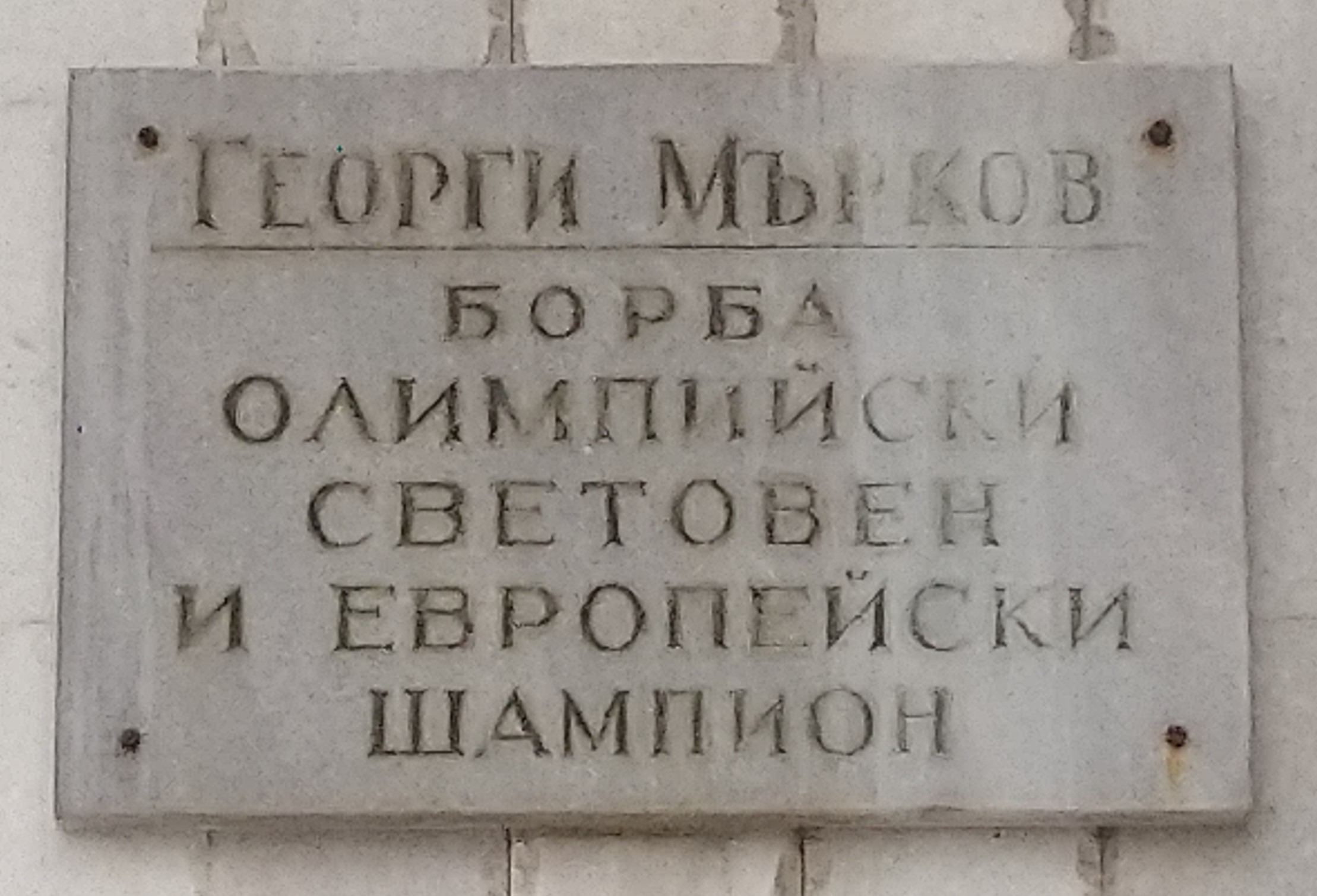
لوح‌یادبود گئورگی مارکوف - ۲۰۲۰

گئورگی مارکوف (بلغاری: Георги Мърков؛ زادهٔ ۵ آوریل ۱۹۴۶) کشتی‌گیر اهل بلغارستان است.